# Бурятский научный центр СО РАН
Бурятский научный центр Сибирского отделения Российской академии наук (сокр. БНЦ СО РАН).

## История создания
В 1958 году в Улан-Удэ был создан Бурятский комплексный научно-исследовательский институт (БКНИИ) в составе Сибирского отделения Академии Наук СССР.  С 1966 года — Бурятский научный центр Сибирского отделения АН СССР. С 1991 года — Бурятский научный центр СО РАН.

## Состав Бурятского научного центра СО РАН

### Институты и отделы
- Байкальский институт природопользования СО РАН Архивная копия от 2 февраля 2019 на Wayback Machine
- Геологический институт СО РАН
- Институт монголоведения, буддологии и тибетологии СО РАН
- Институт общей и экспериментальной биологии СО РАН
- Институт физического материаловедения СО РАН Архивная копия от 2 февраля 2019 на Wayback Machine
- Отдел региональных экономических исследований БНЦ СО РАН Архивная копия от 2 февраля 2019 на Wayback Machine

### Другие подразделения
- Центр восточных рукописей и ксилографов
- Музей БНЦ СО РАН Архивная копия от 2 февраля 2019 на Wayback Machine
- Центральная научная библиотека БНЦ СО РАН Архивная копия от 2 февраля 2019 на Wayback Machine
- Центр космического мониторинга
- Международный центр социально-экологических проблем Байкальского региона
- Научный архив БНЦ СО РАН Архивная копия от 2 февраля 2019 на Wayback Machine